# Chitonina
Chitonina is een onderorde van keverslakken.

## Taxonomie
De volgende (super)families zijn bij de onderorde ingedeeld:
- Superfamilie Chitonoidea Rafinesque, 1815
  - Familie Callistoplacidae Pilsbry, 1893
  - Familie Callochitonidae Plate, 1901
  - Familie Chaetopleuridae Plate, 1899
  - Familie Chitonidae Rafinesque, 1815 (Schubkeverslakken e.a.)
  - Familie Ischnochitonidae Dall, 1889 (Pantserkeverslakken of traliekeverslakken)
  - Familie Loricidae Iredale & Hull, 1923
- Superfamilie Schizochitonoidea Dall, 1889
  - Familie Schizochitonidae Dall, 1889 (Ribkeverslakken)